# Partita a quattro (opera teatrale)
Partita a quattro (Design for Living) è una commedia di Noël Coward portata al debutto a Cleveland nel 1933.

## Trama

### Atto I
Parigi, 1932. La designer Gilda convive con il pittore Otto Sylvus, che precedentemente era impegnato in una relazione con il commediografo Leo Mercuré. Gilda riceve la visita di Ernest Friedman, un mercante d'arte amico dei tre, venuto per mostrare un Matisse a Otto. Gilda spiega ad Ernest che Otto è a letto malato ed Ernest la informa che Leo è tornato a Parigi dopo aver ottenuto un grande successo a New York. Otto rientra a casa con una valigia, smentendo cos' la bugia di Gilda; Ernest decide quindi di andarsene. Otto lo segue fuori di casa per aiutarlo a cercare Leo, che in realtà si scopre essere nella camera da letto dopo aver trascorso la notte con Gilda. I due decidono di dire la verità ad Otto, che entrambi amano, ma l'uomo non prende bene la notizia e si arrabbia con entrambi.

### Atto II
Londra, 1933. Sono passati diciotto mesi e Gilda e Leo ora vivono insieme. Mentre Leo (ora un commediografo di grande successo) è fuori, Gilda riceve la visita di Otto: i due cenano insieme e tra i due si riaccenda l'amore.
La mattina dopo Ernest viene a trovare Gilda, che gli dice che lascerà Leo. Al suo ritorno a casa, il commediografo trova Otto, che prontamente confessa di aver trascorso la notte con Gilda. Prima che tra i due scoppi una lita, Otto trova una lettera di Gilda che li informa di averli lasciati entrambi.

### Atto III
New York, 1935. Ernest e Gilda sono sposati e mentre il marito è via per lavoro la donna riceve la visita di Otto e Leo, intenzionati a riconquistarla. Gilda, che sta dando una festa per dei clienti, manda via tutti gli ospiti e finge di scacciare anche Otto e Leo, anche se in segreto consegna ad entrambi le chiavi dell'appartamento.
La mattina seguente Ernest ritorna a casa, dove trova Otto e Leo vestiti con i suoi pigiami. Gilda in realtà non ha passato la notte con loro, ma in un albergo, visto che aveva bisogno di pensare. Al suo ritorno, Ernest le ricorda che è sposata con lui, ma Otto e Leo ritengono questo legame irrilevante. Ernest allora se va con l'intenzione di denunciare la "depravazione" della moglie e Gilda, Leo e Otto si mettono a ridere.

## Storia delle rappresentazioni

### Il debutto
Il progetto di scrivere una commedia e recitarvi insieme ad Alfred Lunt e Lynn Fontanne era nata per Coward già nel 1921, quando tutti e tre gli artisti erano ancora sconosciuti. Una volta raggiunto il successo, Coward decise di scrivere la commedia, ispirata al matrimonio amorevole ma aperto dei Lunt-Fontanne. Dopo un breve periodo di rodaggio a Cleveland, Partita a quattro è stato proposto all'Ethel Barrymore Theatre di Broadway il 24 gennaio 1933; la commedia si è rivelata un buon successo ed è rimasta in cartellone per 135 rappresentazioni.

### Allestimenti notevoli
La prima londinese è avvenuta all'Haymarket Theatre del West End il 25 gennaio 1939 ed è rimase in cartellone per 233 rappresentazioni. Lo scoppio della seconda guerra mondiale costrinse il teatro alla chiusura, ma la pièce ottenne un buon successo, anche se Ivor Brown notò che il testo era già un po' datato. In occasione del debutto londinese Diana Wynyard interpretava Gilda, Anton Walbrook ricopriva il ruolo di Otto e Rex Harrison quello di Leo.
Nel 1973 il Phoenix Theatre ha ospitato un secondo allestimento londinese di Partita a quattro, con Vanessa Redgrave nel ruolo di Gilda, John Stride in quello di Otto e Jeremy Brett nella parte di Leo.
Nel 1984 la pièce è tornata in scena a Broadway, in cartellone al Circle in the Square Theatre con la regia di George C. Scott e un cast composto da Jill Clayburgh (Gilda), Raul Julia (Leo) e Frank Langella (Otto).
Sean Mathias ha diretto un nuovo allestimento di Partita a quattro alla Donmar Warehouse nel 1994 con Rachel Weisz, Paul Rhys e Clive Owen; il revival è stato un grande successo di pubblico e critica, tanto da essere riproposto nel più capiente Gielgud Theatre con Rachel Weisz, Rupert Graves e Marcus D'Amico.
Nel 2001 la commedia è stata riproposta a Broadway, in cartellone all'American Airlines Theatre per la regia di Joe Mantello e con un cast composto da Alan Cumming (Otto), Jennifer Ehle (Gilda) e Dominic West (Leo).
Nel 2010 Anthony Page ha diretto un nuovo allestimento della commedia all'Old Vic di Londra, con Tom Burke (Otto), Lisa Dillon (Gilda) e Andrew Scott (Leo).

## Adattamento cinematografico
Visto il successo della commedia, il dramma fu adattato nel film Partita a quattro (1933) pochi mesi dopo il debutto a Broadway. Pur essendo stata girata prima che il codice Hays entrasse in vigore, la pellicola portò diversi cambiamenti al testo teatrale, eliminando ogni riferimento alla possibile bisessualità di Otto e Leo. La sceneggiatura, firmata da Ben Hecht, discosta a tal punto dalla commedia originale che Coward commentò ironicamente che solo tre delle sue battute erano rimaste nel copione del film. La regia è di Ernst Lubitsch, mentre il cast comprende Fredric March, Gary Cooper, Miriam Hopkins ed Edward Everett Horton.